# Eli Cohen (político)
Eli Cohen (en hebreo: אֵלִי כֹּהֵן‎); (3 de octubre de 1972) es un contador y político israelí, ministro de Energía de Israel desde 2024. Cohen se desempeñó anteriormente como ministro de Relaciones Exteriores de Israel, ministro de Inteligencia y ministro de Economía e Industria, y es miembro del Gabinete de Seguridad de Israel.

## Biografía
Cohen nació y se crio en el barrio de Tel Giborim en Holon. Después de su servicio nacional en las FDI como Mayor en la Fuerza Aérea Israelí, estudió en la Universidad de Tel Aviv, obteniendo una licenciatura en Contabilidad y una Maestría en Administración de Empresas, con especialización en Finanzas y Contabilidad. También obtuvo una licenciatura en Administración y economía de la Universidad Abierta de Israel. Luego trabajó como contador y conferencista en la Universidad de Tel Aviv.
En el año 2000 comenzó a trabajar en la firma de Contadores BDO Ziv Haft como Jefe de la División Económica. En 2003 se incorporó a la calificadora de riesgo Maalot S&amp;P y dirigió la División de Sociedades Anónimas. En 2007 fue nombrado vicepresidente sénior de <i>Israel Land Development Company</i>.
Antes de las elecciones de 2015, se unió al nuevo partido Kulanu y ocupó el octavo lugar de la lista. Fue elegido miembro de la Knesset cuando el partido obtuvo diez escaños. Tras ser electo, fue nombrado Presidente de la Comisión de Reformas, además de integrar la Comisión de Finanzas y la Comisión Mixta del Presupuesto de Defensa. El 23 de enero de 2017 reemplazó al líder de Kulanu, Moshe Kahlon, como Ministro de Economía.
Cohen ocupó el segundo lugar en la lista de Kulanu para las elecciones de abril de 2019 y fue reelegido a pesar de que el partido se redujo a cuatro escaños. Fue reelegido en la lista del Likud en septiembre de 2019 y marzo de 2020. En mayo de 2020 fue nombrado Ministro de Inteligencia en el nuevo gobierno, cargo que desempeñaría hasta la formación de otro gobierno en junio de 2021. El 29 de diciembre de 2022, Cohen prestó juramento como Ministro de Relaciones Exteriores junto con un nuevo Gobierno, y rotará el puesto con Israel Katz. Desde 2024 y en cumplimiento del acuerdo de Gobierno, es ministro de Energía.
Cohen está casado, tiene cuatro hijos y vive en Holon.